# Јован VII Цариградски
Патријарх Јован VII Граматик (грч. Πατριαρχης Ιωαννης Ζ΄ Γραμματικος) је био цариградски патријарх од 21. јануара 837. до 4. марта 843. године.

## Порекло
Биографски подаци о Јовану су веома контрадикторни. Византијска традиција је, у вези са његовом иконоборачком делатношћу, на много начина изобличила црте његове личности. Обично се приписује јерменском пореклу, с обзиром на јерменско име његовог брата – Аршавир (јерменски: Արշավիր, грч. Αρσαβηρ). Овај последњи је био патрициј и био је ожењен Каломаријом, сестром царице Теодоре. За оца се зна да се звао Панкратије Скиаст. Панкратије је хеленизовани облик јерменског имена Баграт, а Скиаст је један од надимака старогрчког бога Аполона, што значи „пророк, гатар". О Јовановом оцу нема детаљнијих доказа, али историјски извори помињу извесног астронома Панкратија, који је предвидео победу цара Константина против Бугара. 792. године Константин је изгубио битку против Бугара, међу палим су и овај псеудо-пророк Панкратије и Варда, стратег Јерменовске теме, отац будућег цара Лава Јерменина. Очигледно је управо овај Панкратије био отац Јована Граматика, који је добио надимак „Скиаст“. Ова околност објашњава и пријатељске односе између Лава Јерменина и Јована; очигледно их је зближио губитак очева у истој бици. Истовремено, француски истраживач Пол Лемерл сматра да тврдња о његовом пореклу из Јерменије нема озбиљног основа. Већина извора га назива родом из Цариграда. Неки историчари сматрају да су Јованове иконоборачке активности повезане са његовим јерменским пореклом, истичући да су многи иконобораци из 9. века били Јермени.

## Активност
Према неким извештајима, у младости се бавио иконописом као занатом, затим је почео да предаје; већ 810-их година имао је репутацију веома ученог и поштованог човека (сачувана су му три писма светог Теодора Студита) и добио је надимак „граматичар“. Јован се истакао у време владавине иконоборачког цара Лава Јерменина. Године 814. постао је његов повереник, прикупљајући за њега материјале из Светог писма и теолошког наслеђа у прилог иконоборачком учењу. Пошто је патријарх Нићифор, који је одбио да одбаци иконе, послат у прогонство у пролеће 815. године, цар Лав је желео да Јована постави за патријарха, али су се синклитисти томе успротивили, пошто је Јован био још прилично млад и слабо познат на двору. Патријарх је постао Теодот Мелисин, који је раније био истакнути дворјанин; Јован је постао игуман цариградског придворног манастира Светих Сергија и Вакха. Око 829-830, Јован је постао патријаршијски синкел и убрзо га је цар Теофил послао за посланика у Багдад, код калифа Ал-Мамуна, где је све задивио својом интелигенцијом и пророчким даром. Сачуван је његов печат из тог времена са натписом: „Господе, помози слуги Твоме Јовану монаху, игуману Светог Сергија и Влаха“. Јован је 21. јануара 837. ступио на патријаршијски престо.
После смрти цара Теофила, царица Теодора је почела преговоре са противљењем иконопоштовалаца о опроштају свог покојног мужа. Када је почетком 843. постигнут споразум, уклањање Јована је постало неизбежно. Царица Теодора послала је Јовану Друнгарија Вигла Константина Јерменина са предлогом да се придружи поштоваоцима икона или напусти патријаршијски престо. Јован је то одбио и као резултат окршаја са војницима који су дошли са друнгарима задобио је ране у стомак; одмах се пронела гласина да је патријарх убијен по наређењу царице; Теодора је послала свог брата патриција Варду да заташка ствар, па је због тога тај инцидент у јавности протумачен као да је патријарх сам себи нанео ране да би изазвао саблазан – то је послужило као повод за његову смену као покушај самоубиство. Царица, међутим, није дозволила да га прогоне. Прогнан је на имање Психо на европској обали Босфора, у близини Цариграда, где је и умро, вероватно 863. године, али у сваком случају пре 867. године. Према хроници Георгија Амартола, Јован је током изгнанства у манастиру ископао очи на икони, због чега су му „бичевима од појаса нанели 200 рана“,  међутим, савремени научници сматрају да је то фикција иконопоштовалаца непријатељски расположених према Јовану.